# Ludmila Zlesáková-Nosilová-Mužíková
Ludmila Zlesáková-Nosilová-Mužíková (provdaná Nosilová, později Mužíková, 11. ledna 1900 Královské Vinohrady – 24. listopadu 1969 Praha-Žižkov) byla česká inženýrka ekonomie, národohospodářka, publicistka a feministka; první doktorka národohospodářského oboru na Přírodovědecké fakultě Univerzity Karlovy. De facto se stala první ženou v Československu, která dosáhla vysokoškolského ekonomického vzdělání.

## Život

### Mládí a studia
Narodila se na Královských Vinohradech v postarší rodině Antonína Zlesáka jeho manželky Marie. Otec pocházel z východních Čech, zemřel roku 1907 a Ludmile byl vybrán opatrovník z matčiny strany. Po absolvování měšťanské školy a vinohradské reálky s maturitou roku 1918 vystoupila po vzniku Československa na podzim téhož roku z katolické církve. Následně do roku 1922 studovala na Vysoké škole obchodní v Praze.
Po absolvování obchodní školy obdržela Zlesáková v prosinci 1921 titul komerční inženýrka a poté nastoupila ke studiu národohospodářství na Přírodovědecké fakultě Univerzity Karlovy v Praze. Až do roku 1900 docházely dívky na přednášky na hospitační studium (bez statutu řádné posluchačky); v roce 1900 bylo novým zákonem dívkám umožněno skládat zkoušky za celou dosavadní dobu studia. Zlesáková odpromovala v 29. dubna 1927 rigorózní prací s názvem Sociologické prvky v přírodovědě Darwinově a jejich vliv na sociální vědy koncem XIX. a začátkem XX. století se zvláštním zřetelem k Německu s oponenturou profesorů Emanuela Rádla a Jindřicha Matiegky.
Dlouhodobě pedagogicky působila na Obchodní akademii v Resslově ulici v Praze, posléze se stala ředitelkou jedenáctiletky v Karlíně.

### Veřejná činnost
Následně začala zapojovat do české spolkové činnosti: byla dlouholetou členkou a funkcionářkou Ženské národní rady pod vedením Františky Plamínkové, později transformované na Československý svaz žen. Po únoru 1948 bránila jeho ovlivňování z moci KSČ. Rovněž byla činná v ženské křesťanské tělovýchovné jednotě YWCA — Young Women's Christian Association. Publikovala rovněž v ženském časopise Vlasta, který zakládala její spolupracovnice a pozdější oběť komunistické totality Milada Horáková-Králová.

### Úmrtí
Ludmila Zlesáková-Nosilová-Mužíková zemřela 24. listopadu 1969 po delší nemoci v žižkovské nemocnici ve věku 69 let.

### Rodinný život
Roku 1929 se provdala za profesora střední školy Jaroslava Nosila, se kterým se roku 1940 rozvedla. Jejím druhým manželem se po skončení druhé světové války stal rozvedený profesor Ladislav Mužík. Vychovávala nevlastního syna Radoslava z prvního manželství, sama byla bezdětná.